# Omboué
Omboué – miasto w prowincji Ogowe Nadmorskie w Gabonie. W 2008 roku zamieszkiwało je 2 tys. ludzi.
W 1942 roku, w tym mieście urodził się gaboński dyplomata i polityk Jean Ping.